# Rally van Griekenland
De Rally van Griekenland, doorgaans beter bekend onder de formele naam Acropolis Rally, is een rallyevenement gehouden in Griekenland, die voorheen gestart werd vanuit Athene en Loutraki, maar nu zijn basis kent in Lamia, ten noordwesten van de hoofdstad. De rally was eerst een ronde van het Europees rallykampioenschap voordat het in 1970 onderdeel werd van het internationaal kampioenschap voor constructeurs, dat vervolgens weer opging in het wereldkampioenschap rally, en waar het tussen 1973 en 2013 (met uitzondering van 2010) een vaste plaats bleef behouden; daarmee betiteld als een van de klassiekers op de kalender.

## Geschiedenis

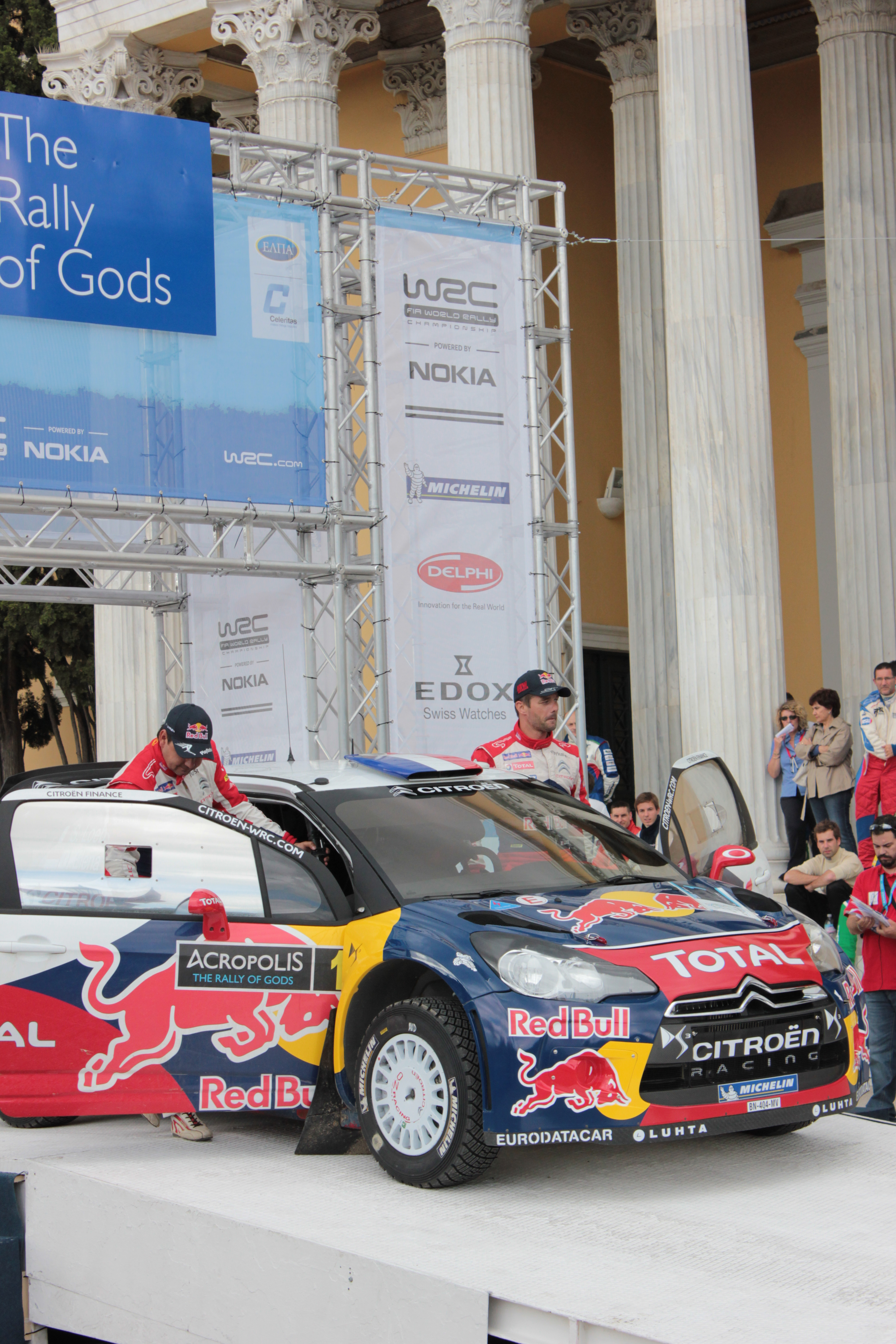
Het startpodium in 2012

De eerste editie van de rally werd in 1951 door de Griekse automobiel organisatie ELPA (Elliniki Leschi Periigiseon kai Aftokinitou) georganiseerd, en stond toen nog simpelweg bekend als de 'ELPA Rally' (wat ook het geval was in 1952). In 1953 werd het evenement omgedoopt tot de 'Acropolis Rally', en die editie wordt daarom gezien als de eerste officieuze van het evenement. De naam 'Acropolis' verwijst naar de beroemde Akropolis van Athene, waar de ceremoniële start van de rally oorspronkelijk plaatsvond. Tegenwoordig vindt start en finish plaats in Lamia.
Het evenement vergaarde snel internationale lof en was sinds de tweede helft van de jaren vijftig al een ronde van het Europees kampioenschap rally. In 1970 werd het onderdeel van het internationaal kampioenschap voor constructeurs. Met de introductie van een door de FIA georganiseerd wereldkampioenschap, werd de rally een van dertien rondes van het inaugurele Wereldkampioenschap rally in 1973. Met uitzondering van de annulering van het evenement in 1974, en doordat het in 1995 en 2010 vanwege een rotatiesysteem van de FIA geen deel uitmaakte van het wereldkampioenschap, behield het evenement zijn WK-status tot en met het seizoen 2013 onafgebroken. Daarna heeft het door een gebrek aan financiële garanties zijn plek verloren aan de Rally van Polen. De Acropolis maakt in plaats daarvan in 2014 deel uit van de Europese kalender; de 60e editie van de rally die een terugkeer zag van proeven op het asfalt.
Voormalig wereldkampioen Colin McRae is tot op heden het meest succesvol geweest in de rally. Hij won het evenement namelijk vijf keer.

## Wedstrijdkarakteristieken
De rally, die doorgaans bestaat uit klassementsproeven die op onverharde wegen worden verreden (er hebben weleens proeven deels uit asfalt bestaan), wordt grotendeels gekarakteriseerd door de ruwe natuur van de ondergrond, namelijk met diep zand en losliggend gesteente. Met veelal nauwe bochtige wegen is het evenement samen met de rally van Cyprus in gemiddelde snelheid een van de langzaamste op de WK-kalender. De rally, die doorgaans op een juni datum verreden wordt, kenmerkt zich ook door zijn hoge temperaturen, die ook binnen de auto ruim boven de 50 °C kunnen uitkomen. Ook de grote stofwolken die de auto's achterlaten gaan hierdoor een rol spelen.

## Lijst van winnaars

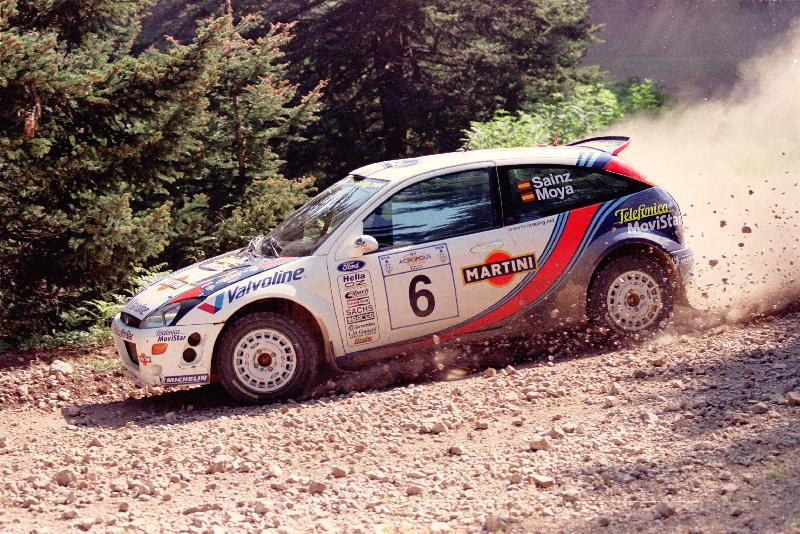
De typische onverhardwegen zichtbaar tijden de 2000 editie van de rally

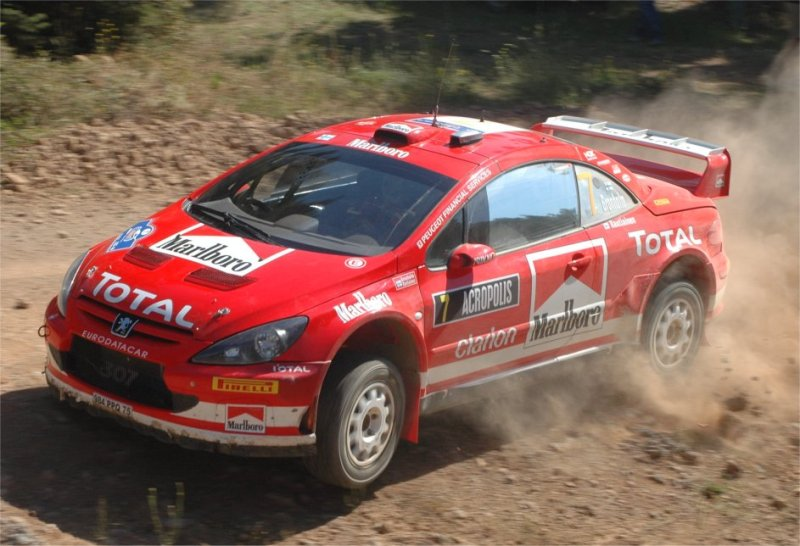
Marcus Grönholm actief tijdens de rally in 2005

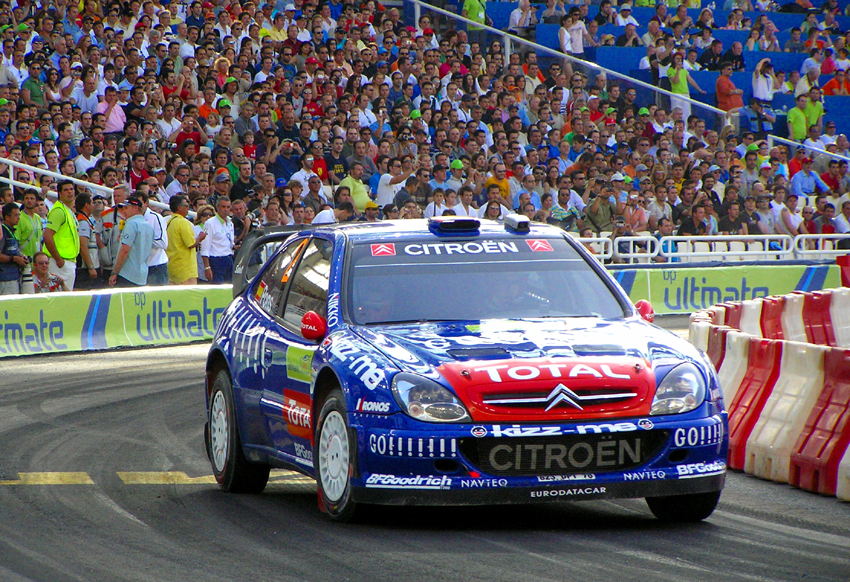
Het Olympisch Stadion in Athene heeft ook deel uitgemaakt van de rally, hier als Super Special Stage in 2006

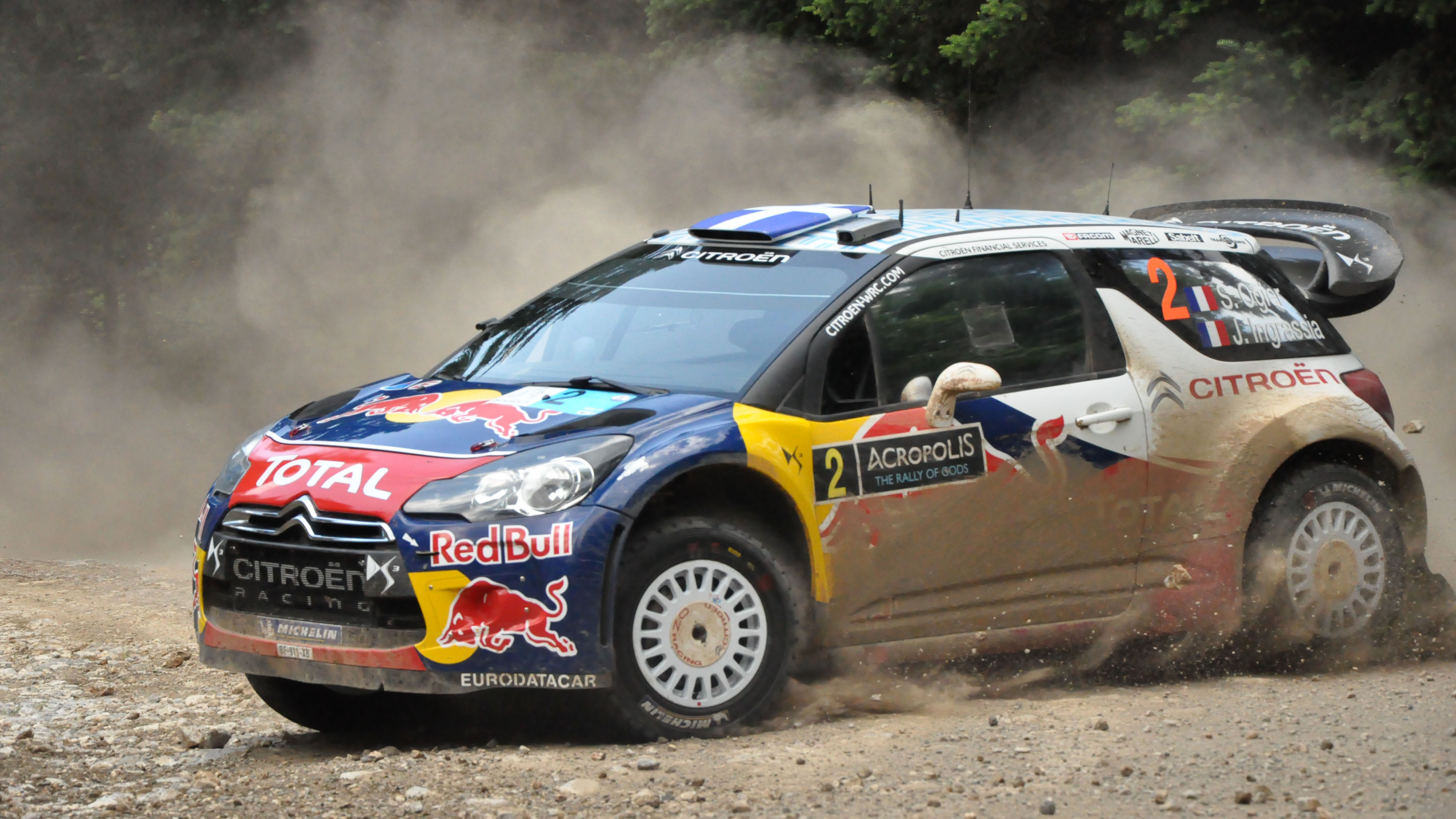
Sébastien Ogier op weg naar de overwinning in 2011

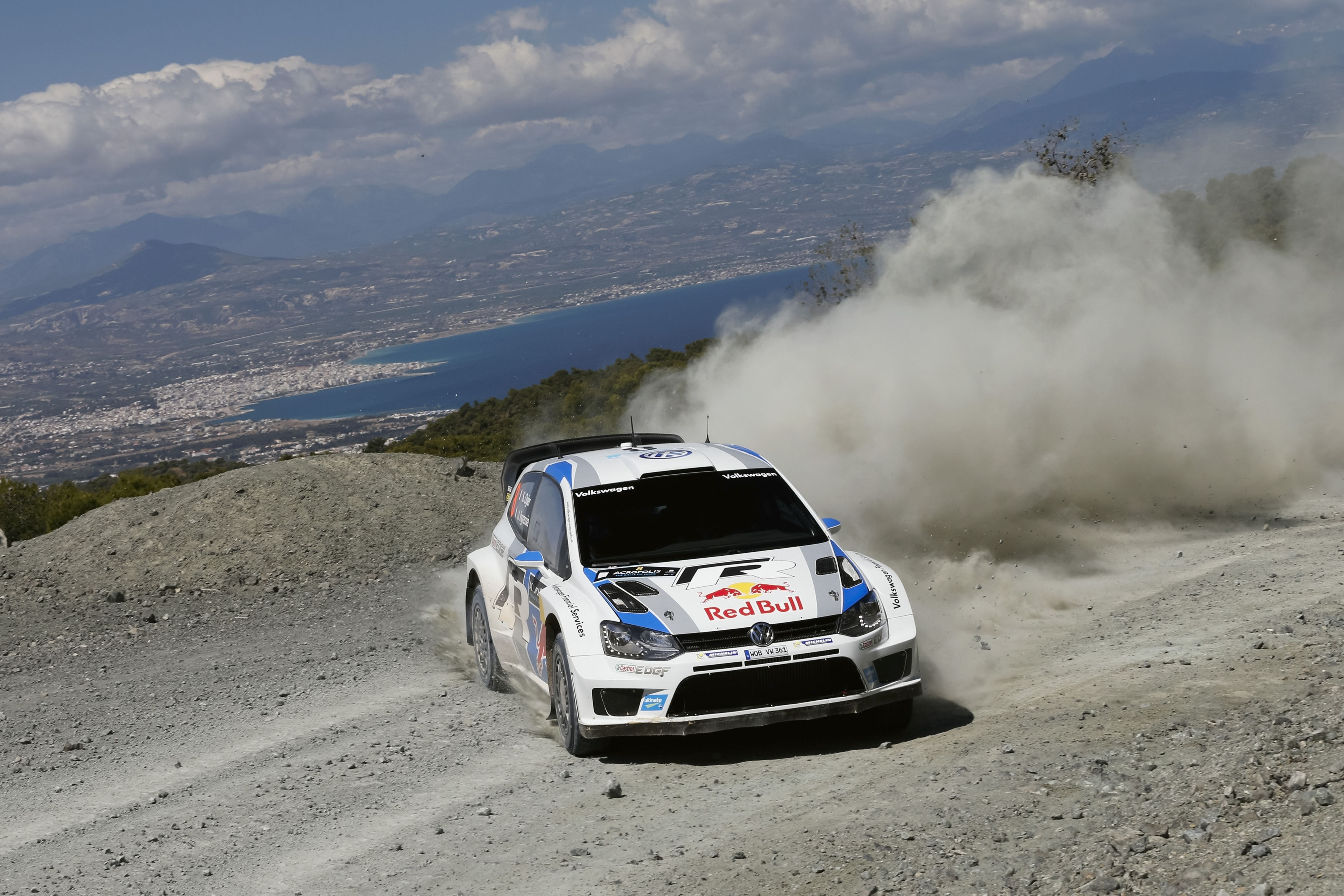
Ogier actief tijdens de voorlopig laatste WK-editie in 2013

| Editie | Seizoen      | Rijder                                           | Navigator                                        | Auto                                             |                                                  |
| ------ | ------------ | ------------------------------------------------ | ------------------------------------------------ | ------------------------------------------------ | ------------------------------------------------ |
| 65     | 2021         | Kalle Rovanperä                                  | Jonne Halttunen                                  | Toyota Yaris WRC                                 |                                                  |
|        | 2020         | Rally niet gehouden wegens de coronapandemie.    | Rally niet gehouden wegens de coronapandemie.    | Rally niet gehouden wegens de coronapandemie.    | Rally niet gehouden wegens de coronapandemie.    |
|        | 2019         | Rally niet gehouden.                             | Rally niet gehouden.                             | Rally niet gehouden.                             | Rally niet gehouden.                             |
| 64     | 2018         | Bruno Magalhães                                  | Hugo Magalhães                                   | Škoda Fabia R5                                   |                                                  |
| 63     | 2017         | Kajetan Kajetanowicz                             | Jaroslaw Baran                                   | Ford Fiesta R5                                   |                                                  |
| 62     | 2016         | Ralfs Sirmacis                                   | Arturs Simins                                    | Škoda Fabia R5                                   |                                                  |
| 61     | 2015         | Kajetan Kajetanowicz                             | Jaroslaw Baran                                   | Ford Fiesta R5                                   |                                                  |
| 60     | 2014         | Craig Breen                                      | Scott Martin                                     | Peugeot 208 T16                                  |                                                  |
| 59     | 2013         | Jari-Matti Latvala                               | Miikka Anttila                                   | Volkswagen Polo R WRC                            |                                                  |
| 58     | 2012         | Sébastien Loeb                                   | Daniel Elena                                     | Citroën DS3 WRC                                  |                                                  |
| 57     | 2011         | Sébastien Ogier                                  | Julien Ingrassia                                 | Citroën DS3 WRC                                  |                                                  |
|        | 2010         | Rally niet gehouden vanwege economische redenen. | Rally niet gehouden vanwege economische redenen. | Rally niet gehouden vanwege economische redenen. | Rally niet gehouden vanwege economische redenen. |
| 56     | 2009         | Mikko Hirvonen                                   | Jarmo Lehtinen                                   | Ford Focus RS WRC 09                             |                                                  |
| 55     | 2008         | Sébastien Loeb                                   | Daniel Elena                                     | Citroën C4 WRC                                   |                                                  |
| 54     | 2007         | Marcus Grönholm                                  | Timo Rautiainen                                  | Ford Focus RS WRC 06                             |                                                  |
| 53     | 2006         | Marcus Grönholm                                  | Timo Rautiainen                                  | Ford Focus RS WRC 06                             |                                                  |
| 52     | 2005         | Sébastien Loeb                                   | Daniel Elena                                     | Citroën Xsara WRC                                |                                                  |
| 51     | 2004         | Petter Solberg                                   | Phil Mills                                       | Subaru Impreza WRC2004                           |                                                  |
| 50     | 2003         | Markko Märtin                                    | Michael Park                                     | Ford Focus RS WRC 03                             |                                                  |
| 49     | 2002         | Colin McRae                                      | Nicky Grist                                      | Ford Focus RS WRC 02                             |                                                  |
| 48     | 2001         | Colin McRae                                      | Nicky Grist                                      | Ford Focus RS WRC 01                             |                                                  |
| 47     | 2000         | Colin McRae                                      | Nicky Grist                                      | Ford Focus WRC                                   |                                                  |
| 46     | 1999         | Richard Burns                                    | Robert Reid                                      | Subaru Impreza WRC99                             |                                                  |
| 45     | 1998         | Colin McRae                                      | Nicky Grist                                      | Subaru Impreza WRC98                             |                                                  |
| 44     | 1997         | Carlos Sainz                                     | Luís Moya                                        | Ford Escort WRC                                  |                                                  |
| 43     | 1996         | Colin McRae                                      | Derek Ringer                                     | Subaru Impreza 555                               |                                                  |
| 42     | 1995         | Aris Vovos                                       | Kostás Stefanis                                  | Lancia Delta HF Integrale                        |                                                  |
| 41     | 1994         | Carlos Sainz                                     | Luís Moya                                        | Subaru Impreza 555                               |                                                  |
| 40     | 1993         | Miki Biasion                                     | Tiziano Siviero                                  | Ford Escort RS Cosworth                          |                                                  |
| 39     | 1992         | Didier Auriol                                    | Bernard Occelli                                  | Lancia Delta HF Integrale                        |                                                  |
| 38     | 1991         | Juha Kankkunen                                   | Juha Piironen                                    | Lancia Delta Integrale 16V                       |                                                  |
| 37     | 1990         | Carlos Sainz                                     | Luís Moya                                        | Toyota Celica GT-Four                            |                                                  |
| 36     | 1989         | Miki Biasion                                     | Tiziano Siviero                                  | Lancia Delta Integrale                           |                                                  |
| 35     | 1988         | Miki Biasion                                     | Tiziano Siviero                                  | Lancia Delta Integrale                           |                                                  |
| 34     | 1987         | Markku Alén                                      | Ilkka Kivimäki                                   | Lancia Delta HF 4WD                              |                                                  |
| 33     | 1986         | Juha Kankkunen                                   | Juha Piironen                                    | Peugeot 205 Turbo 16 E2                          |                                                  |
| 32     | 1985         | Timo Salonen                                     | Seppo Harjanne                                   | Peugeot 205 Turbo 16                             |                                                  |
| 31     | 1984         | Stig Blomqvist                                   | Björn Cederberg                                  | Audi quattro A2                                  |                                                  |
| 30     | 1983         | Walter Röhrl                                     | Christian Geistdörfer                            | Lancia Rally 037                                 |                                                  |
| 29     | 1982         | Michèle Mouton                                   | Fabrizia Pons                                    | Audi quattro                                     |                                                  |
| 28     | 1981         | Ari Vatanen                                      | David Richards                                   | Ford Escort RS1800                               |                                                  |
| 27     | 1980         | Ari Vatanen                                      | David Richards                                   | Ford Escort RS1800                               |                                                  |
| 26     | 1979         | Björn Waldegård                                  | Hans Thorszelius                                 | Ford Escort RS1800                               |                                                  |
| 25     | 1978         | Walter Röhrl                                     | Christian Geistdörfer                            | Fiat 131 Abarth                                  |                                                  |
| 24     | 1977         | Björn Waldegård                                  | Hans Thorszelius                                 | Ford Escort RS1800                               |                                                  |
| 23     | 1976         | Harry Källström                                  | Claes-Göran Andersson                            | Datsun 160J                                      |                                                  |
| 22     | 1975         | Walter Röhrl                                     | Jochen Berger                                    | Opel Ascona                                      |                                                  |
|        | 1974         | Rally geannuleerd in verband met de oliecrisis.  | Rally geannuleerd in verband met de oliecrisis.  | Rally geannuleerd in verband met de oliecrisis.  | Rally geannuleerd in verband met de oliecrisis.  |
| 21     | 1973         | Jean-Luc Thérier                                 | Christian Delferrier                             | Alpine-Renault A110 1800                         |                                                  |
| 20     | 1972         | Håkan Lindberg                                   | Helmut Eisendle                                  | Fiat 124 Sport Spyder                            |                                                  |
| 19     | 1971         | Ove Andersson                                    | Arne Hertz                                       | Alpine-Renault A110 1600                         |                                                  |
| 18     | 1970         | Jean-Luc Thérier                                 | Marcel Callewaert                                | Alpine-Renault A110 1600                         |                                                  |
| 17     | 1969         | Pauli Toivonen                                   | Martti Colari                                    | Porsche 911 S                                    |                                                  |
| 16     | 1968         | Roger Clark                                      | Jim Porter                                       | Ford Escort TC                                   |                                                  |
| 15     | 1967         | Paddy Hopkirk                                    | Ron Crellin                                      | BMC Mini Cooper S                                |                                                  |
| 14     | 1966         | Bengt Söderström                                 | Gunnar Palm                                      | Ford Lotus Cortina                               |                                                  |
| 13     | 1965         | Carl-Magnus Skogh                                | Lennart Berggren                                 | Volvo Amazon                                     |                                                  |
| 12     | 1964         | Tom Trana                                        | Gunnar Thermanius                                | Volvo PV544                                      |                                                  |
| 11     | 1963         | Eugen Böhringer                                  | Rolf Knoll                                       | Mercedes-Benz 300SE                              |                                                  |
| 10     | 1962         | Eugen Böhringer                                  | Peter Lang                                       | Mercedes-Benz 200SE                              |                                                  |
| 9      | 1961         | Erik Carlsson                                    | Walter Karlsson                                  | Saab 96                                          |                                                  |
| 8      | 1960         | Walter Schock                                    | Rolf Moll                                        | Mercedes-Benz 220SE                              |                                                  |
| 7      | 1959         | Wolfgang Levy                                    | H. Wancher                                       | Auto Union 1000                                  |                                                  |
| 6      | 1958         | Luigi Villoresi                                  | Ciro Basadonna                                   | Lancia Aurelia GT                                |                                                  |
| 5      | 1957         | Jean-Pierre Estager                              | Mme Estager                                      | Ferrari 250 GT                                   |                                                  |
| 4      | 1956         | Walter Schock                                    | Rolf Moll                                        | Mercedes-Benz 300SL                              |                                                  |
| 3      | 1955         | Johnny Pesmazoglou                               | M. Papandreou                                    | Opel Kapitän                                     |                                                  |
| 2      | 1954         | P. Papadopoulos                                  | S. Dimitrakos                                    | Opel Rekord                                      |                                                  |
| 1      | 1953         | Niklos Papamichael                               | S. Dimitrakos                                    | Jaguar XK 120                                    |                                                  |
|        | 1952         | Johnny Pesmazoglou                               | Niklos Papamichael                               | Chevrolet                                        |                                                  |
| 1951   | P. Peratikos | n.b.                                             | Fiat                                             |                                                  |                                                  |

Noot: De rally in 1951 en 1952 was een voorganger van het huidige evenement.